# Liste des sénateurs du Loiret

Localisation du département du Loiret (en rouge) sur une carte de France

La liste des sénateurs du Loiret présente les sénateurs élus dans le département français du Loiret dans l'ordre chronologique.
Cette liste inclura, à terme, les conseillers de la République ayant siégé de 1946 à 1959, la constitution de la Quatrième République ayant institué un Conseil de la République, chambre haute aux fonctions assez comparables à celles du Sénat français sous la Troisième République (de 1876 à 1940) puis sous la Cinquième République (depuis 1959).

## Première République (1792-1804)

### Conseil des Anciens
Le Conseil des Anciens (27 octobre 1795 - 26 décembre 1799) est l'une des deux assemblées législatives du Directoire, ce dernier étant la forme de gouvernement empruntée par la Première République française, du 26 octobre 1795 (4 brumaire an IV) au 9 novembre 1799 (18 brumaire an VIII).
- Mathieu-Augustin Cornet (1750-1832)

## Membres desChambres hautes(1800-1870) originaires du Loiret

### Première Restauration (1814-1815)
- 4 juin 1814 : Étienne Jacques Joseph Macdonald (1765-1840),
- Mathieu-Augustin Cornet (1750-1832)

### Seconde Restauration (1815-1830)
- 1822 (à titre héréditaire) : Ferdinand de Tascher (1779-1858)
- 4 juin 1814 (maintenu) : Étienne Jacques Joseph Macdonald (1765-1840) : duc et pair héréditaire le 31 août 1817, lettres patentes du 18 février 1818.
- Mathieu-Augustin Cornet (1750-1832)

### Monarchie de Juillet (1830-1848)
- 11 septembre 1835 : Pierre Bigot de Morogues (1776-1840)
- 1822 (prête serment au gouvernement de Juillet) : : Ferdinand de Tascher (1779-1858)
- Mathieu-Augustin Cornet (1750-1832)

### Second Empire (1852-1870)
- 6 mai 1869 : Alexandre Louis Marie Macdonald de Tarente  ;

## Troisième République (1870-1940)

### Scrutin du 30 janvier 1876
- Antoine Dumesnil
- Henry Jahan

### Scrutin du 5 janvier 1879
- Antoine Dumesnil
- Paul-Alexandre Robert de Massy (patronyme Robert de Massy)

### Scrutin du 5 janvier 1888
- Adolphe Cochery
- Ernest Fousset

### Scrutin du 3 janvier 1897
- Adolphe Cochery
- Ernest Fousset

### Scrutin partiel du 28 octobre 1900
- Albert Viger (élection partielle, pour pourvoir au remplacement de Ernest Fousset, décédé).

### Scrutin partiel du 23 décembre 1900
- Gustave Alasseur (élection partielle, pour pourvoir au remplacement d’Adolphe Cochery, décédé).

### Scrutin du 7 janvier 1906
- Ernest Guingand
- Albert Viger

### Scrutin du 11 janvier 1920
- Marcel Donon
- Fernand Rabier
- Henri Roy

### Scrutin du 6 janvier 1924
- Marcel Donon
- Fernand Rabier
- Henri Roy

### Scrutin du 16 octobre 1932
- Marcel Donon
- Fernand Rabier
- Henri Roy

### Scrutin partiel du 10 juin 1933
- Eugène Turbat (élection partielle, pour pourvoir au remplacement de Fernand Rabier, la cause de la vacance du siège n'étant pas connue).

## Quatrième République (1946-1958)
- Jules Delmas de 1946 à 1948
- Pierre de Félice de 1946 à 1951
- Claude Lemaitre-Basset de 1948 à 1955
- Lucien Perdereau de 1951 à 1959
- Maurice Charpentier de 1955 à 1959

## Cinquième République (depuis 1958)

### Scrutin du 26 avril 1959
Le Loiret fait partie de la série dont les sénateurs élus en 1959 l'ont été pour 6 ans, tandis qu'au renouvellement de 1974, les élus l'ont été pour 9 ans.
- Lucien Perdereau
- Maurice Charpentier, remplacé par Maurice Gallard à la suite de son décès

### Scrutins des 26 septembre et 2 octobre 1965
- Lucien Perdereau (ne s'est pas représenté en 1974)
- Pierre de Félice (ne s'est pas représenté en 1974)

### Scrutin du 22 septembre 1974
- Louis Boyer
- Kléber Malécot

### Scrutin du 25 septembre 1983
- Louis Boyer
- Kléber Malécot
- Paul Masson

### Scrutin du 27 septembre 1992
- Louis Boyer (ne s'est pas représenté en 2001)
- Kléber Malécot (ne s'est pas représenté en 2001)
- Paul Masson (ne s'est pas représenté en 2001)

### Scrutin du 23 septembre 2001
- Éric Doligé
- Janine Rozier (ne s'est pas représentée en 2011)
- Jean-Pierre Sueur

### Scrutin du 25 septembre 2011
- Jean-Pierre Sueur (51,11 %, premier tour)
- Éric Doligé (53,22 %, deuxième tour)
- Jean-Noël Cardoux (45,38 %, deuxième tour)

### Scrutin du 24 septembre 2017
- Jean-Pierre Sueur (34,52 %)
- Hugues Saury (25,17 %)
- Jean-Noël Cardoux (21,78 %)

### Scrutin du 24 septembre 2023
- Hugues Saury (46,34 %)
- Pauline Martin (Même liste que Hugues Saury)
- Christophe Chaillou (26,39 %)